# Раданович, Миодраг
Миодраг Раданович (серб. Миодраг Радановић; родился 2 октября 1947 года, Белград, Югославия) — сербский футбольный тренер.

## Биография
В 1998 году некоторое время проработал в России. Он возглавил казанский «Рубин». Однако в то время была тренерская лицензия, которая не действовала в России. В итоге в команде он исполнял роль консультанта и и. о. главного тренера. В скором времени Раданович покинул клуб. Но, несмотря на это, он специалист вошёл в историю, как первый иностранный тренер в истории «Рубина».
В дальнейшем серб возглавлял несколько местных клубов, а также одну из сильнейших черногорских команд — «Рудар» из Плевли. Кроме того Раданович работал в Боснии и Герцеговине с «Леотаром».

## Достижения
- Вице-чемпион Албании: 2014/15.
- Финалист Кубка Албании: 2014/15.